# Aetaneun romance
Aetaneun romance (애타는 로맨스?, Aetaneun romaenseuLR) è una serie televisiva sudcoreana trasmessa su OCN dal 17 aprile al 30 maggio 2017.

## Trama
Cha Jin-wook e Lee Yoo-mi s'incontrano in un albergo di Gangwon e rimangono coinvolti in una serie di malintesi e incidenti, finendo per trascorrere una notte insieme; tuttavia, la mattina dopo, Jin-wook scopre che la ragazza se n'è andata, lasciando dietro di sé solo un'imbottitura del reggiseno, e ne rimane perplesso e irrazionalmente arrabbiato. Tornato a casa, abbandona le sue abitudini mondane e diventa un uomo serio e stacanovista presso la compagnia del padre.
Tre anni dopo, la coppia s'incontra nuovamente quando Yoo-mi diventa una nutrizionista alla mensa della compagnia per la quale Jin-wook lavora. I due fingono di non conoscersi mentre lottano contro l'attrazione reciproca.

## Personaggi
- Cha Jin-wook, interpretato da Sung Hoon
Di famiglia benestante, dirige la compagnia del padre e ha un carattere spinoso.
- Lee Yoo-mi, interpretata da Song Ji-eun
È una nutrizionista allegra che s'impegna sempre in ciò che fa. Teme il giudizio delle persone.
- Jung Hyun-tae, interpretato da Kim Jae-young
È uno scrittore di viaggi di successo, cordiale e caloroso, ed è il migliore amico di Yoo-mi, per la quale ha una cotta.
- Joo Hye-ri, interpretata da Jung Da-sol
È un'annunciatrice popolare tra gli uomini e nutre un amore non corrisposto nei confronti di Jin-wook, che non riesce a rifiutarla direttamente perché è la figlia del suo professore, che rispetta molto.
- Kim Ae-ryung, interpretata da Lee Kan-hee
Madre di Jin-wook.
- Cha Dae-bok, interpretato da Kim Jong-goo
Padre di Jin-wook.
- Jang Woo-jin, interpretato da Park Shin-woon
Segretario di Jin-wook.
- Jo Mi-hee, interpretata da Nam Ki-ae
Madre di Yoo-mi.
- Dong Goo, interpretato da Joo Sang-hyuk
- Wang Bok-ja, interpretata da Kim Si-young
- Kang Je-ni, interpretata da Im Do-yoon
- Jang Eun-bi, interpretata da Lee Hae-in
- Lee Shin-hwa, interpretato da Baek Seung-heon

## Episodi
| Stagione       | Episodi | Prima TV originale | Prima TV Italia |
| -------------- | ------- | ------------------ | --------------- |
| Prima stagione | 13      | 2017               | inedita         |

## Colonna sonora
1. Same (똑같아요) – Song Ji-eun, Sung Hoon
2. You Are the World of Me (너뿐인 세상) – Sung Hoon
3. You Are the World of Me (Singer Ver.) (너뿐인 세상 (Singer Ver.))– Lee Shin-sung
4. Love Song (이상해져가) – Eun Ji-won (Sechs Kies), Lee Su-hyun (I.B.I/DAYDAY), Kim Eun-bi (DAYDAY)
5. Love Is So Good – Moon Myung-mi
6. Love Is So Good (Acoustic Ver.) – Moon Myung-mi